# Napkor
Napkor község Szabolcs-Szatmár-Bereg vármegyében, a Nyíregyházi járásban található.

## Fekvése
A vármegye, és egyben a Nyírség középső részén fekszik, a megyeszékhely Nyíregyháza keleti szomszédságában (a központjától 13 kilométerre keletre). A falut aranyló homokbuckák veszik körül, s itt emelkedik Szabolcs középső területének legmagasabb dombja is, a Golyóbis, melynek tetejéről a környék legszebb kilátása nyílik. 

### Megközelítése
Legfontosabb közúti megközelítési útvonala a Nyíregyházától Beregsurányig vezető 41-es főút, amely áthalad a belterületének északi részén; Sényővel és Nagykállóval a 4102-es út köti össze. Déli határszélét pedig érinti még az M3-as autópálya is, de a sztrádának sem csomópontja, sem pihenőhelye nincs a község területén.
A település belső területei közösségi közlekedéssel a Volánbusz által üzemeltetett 4215-ös busszal közelíthetőek meg.
A hazai vasútvonalak közül a települést a Nyíregyháza–Vásárosnamény-vasútvonal érinti, melynek egy megállási pontja van itt; Napkor megállóhely a belterület északi részén helyezkedik el, közvetlenül a 4102-es út vasúti keresztezése mellett, annak keleti oldalán.

## Története
A település neve a Necopor (Napkor) személynévből ered.
Az okleveles források szerint az egyik legrégebbi szabolcsi települések közül való, mely a 11. századi Necoportól és Mezdától leszármazó Nopor(ur)-Mezte (Napkor-Meszte nemzetség) birtoka volt a tatárjárásig. A Napkor-Mezte nemzetség ez időben birtokos volt a mai Szilágyborzáson is, egy Kálmán kori oklevél szerint, ami a nemzetség téli-nyári szálláspárjára utal. 
1271-ben a Kállay család őse a Balog-Semjén nemzetségbeli Ubul fia Mihály kapta királyi adományként. 1848-ig a Kiss család tagjai voltak a falu földesurai, és 1945-ig határának nagy része a tulajdonukban volt, a Láp család volt a jobbágyréteg. 1998-ban a "Virágos Magyarországért mozgalom" keretében a község elnyerte a Belügyminisztérium nagydíját. Ugyanebben az évben a település erős emberei a "Magyarország legerősebb faluja" vetélkedőn első helyezést ért el. 1999-ben sikerült megvédeni ezt a kitüntető címet.
A III. Nemzeti Lovasfesztiválon a napkori lovasbandérium első helyen végzett a megyék versenyében.

## Közélete

### Polgármesterei
- 1990–1994: Gáva János (független)[3]
- 1994–1998: Gáva János (független)[4]
- 1998–2002: Gáva János (független)[5]
- 2002–2006: Gáva János (független)[6]
- 2006–2010: Dr. Spinyhért Zsolt (független)[7]
- 2010–2014: Dr. Spinyhért Zsolt (Fidesz-KDNP)[8]
- 2014–2019: Dr. Spinyhért Zsolt (Fidesz-KDNP)[9]
- 2019–2024: Dr. Spinyhért Zsolt (Fidesz-KDNP)[10]
- 2024– : Dr. Spinyhért Zsolt (Fidesz-KDNP)[1]

## Népesség
A település népességének változása:
| Lakosok száma | 3679 | 3658 | 3664 | 3664 | 3625 | 3607 | 3554 |
|               | 2013 | 2014 | 2015 | 2021 | 2022 | 2023 | 2024 |

2001-ben a település lakosságának 99%-a magyar, 1%-a cigány nemzetiségűnek vallotta magát.
A 2011-es népszámlálás során a lakosok 90,3%-a magyarnak, 4,2% cigánynak, 2,9% németnek, 0,2% románnak, 0,2% ukránnak mondta magát (9,7% nem nyilatkozott; a kettős identitások miatt a végösszeg nagyobb lehet 100%-nál). A vallási megoszlás a következő volt: római katolikus 51,1%, református 8,3%, görögkatolikus 19,3%, evangélikus 1%, felekezeten kívüli 2,2% (17,2% nem válaszolt).
2022-ben a lakosság 92,9%-a vallotta magát magyarnak, 1,8% németnek, 1,7% cigánynak, 0,4% ukránnak, 0,1% románnak, 1,4% egyéb, nem hazai nemzetiségűnek (7% nem nyilatkozott; a kettős identitások miatt a végösszeg nagyobb lehet 100%-nál). Vallásuk szerint 33,8% volt római katolikus, 8,7% református, 17,7% görög katolikus, 0,7% evangélikus, 0,2% egyéb keresztény, 0,1% ortodox, 3,9% felekezeten kívüli (34,5% nem válaszolt).

## Nevezetességei
- Itt található a Kállay család egyik középkori eredetű kúriája, amiben élt és alkotott Jósika Miklós a magyar regényírás egyik úttörője, Kállay Erzsébet férje. Jelenleg általános iskola működik benne.
- A Római Katolikus Templom a település Orsószerűen kiszélesedő részén található.

Az egykori kőtemplom a 13. század végén már állt.
A 16. századtól reformátusok használták, de a nagy pestisjárvány után betelepített lakosság vallását tekintve a középkori templom ismét a katolikusok kezébe került. A templom kora gótikus eredetű a 13. századból. 1762-ben barokk stílusban átalakították, 1948-ban kibővítették. Az 1996-os felújítás során 13. századi freskókat találtak. 
- A község Görögkatolikus Temploma késő klasszicista jellegű egyhajós falusi templom, amelyet 1859-ben építettek a korábbi templom anyagainak felhasználásával. A késő klasszicista ikonosztáz eredetileg nem a jelenlegi templomba készült.
- Időjárásjelző obszervatóriuma a település valódi unikuma.
- 1999-ben került átadásra a 300 hektáros vadaskert, mely Európa egyik legmodernebb vadaskertje, ahol vaddisznó és dámvad várja a vadászni vágyókat.

## Itt született
- 1815-ben Kállay Ödön politikus
- 1839-ben Kállay András főispán, író

## Testvértelepülések
- Kaplony, Románia
- Erdőd, Románia

## Külső hivatkozások
- Napkor Önkormányzatának honlapja
- Nemzetközi Böllérverseny Napkoron